# 娛慰多

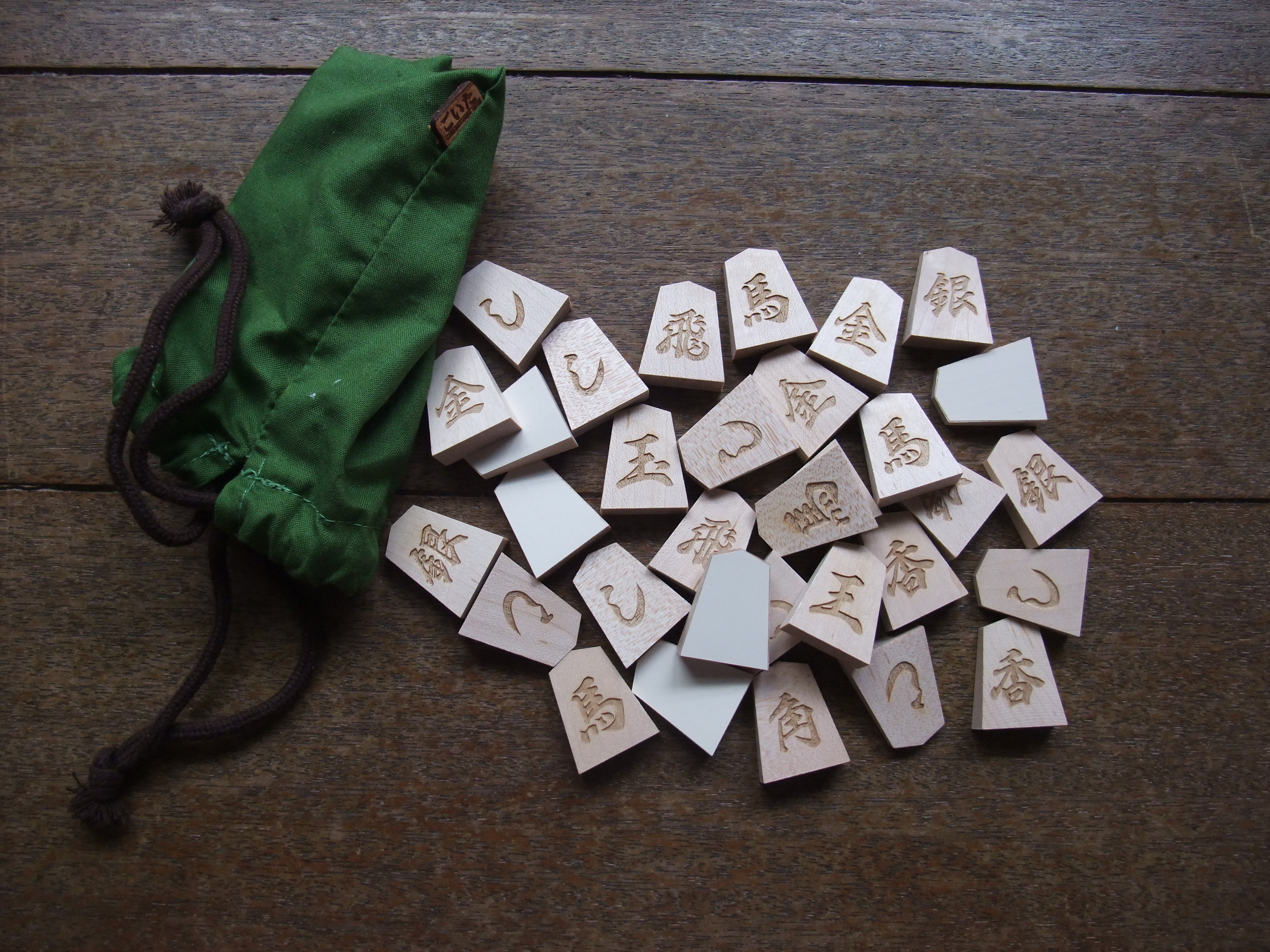
娛慰多牌具

娛慰多（日语：／ Goita），亦稱將棋橋牌，是流傳於日本石川縣鳳珠郡能登町的傳統牌類遊戲，特色是花色為日本將棋。

## 歷史
此牌戲在明治時代盛行於當地漁夫，當時名稱為，牌為竹製。二次大戰後，安宅健次以紙牌型式販賣，並冠以漢字名。1999年成立保存会，定期聚會比賽。

## 牌具
- 牌花色為日本將棋棋子，共三十二張牌，有王將、飛車、角行各兩張；金將、銀將、桂馬、香車各四張；步兵十張。牌為竹製時，造型如日本將棋棋子，但大小均一、背面無書寫。牌面上的文字為將棋棋子的簡稱，如王將為等，但桂馬為（將棋中指的是龍馬），而步兵為。
- 可用將棋的木質棋盤作打牌處。

## 牌規
- 四人圍坐，兩人一組，玩家坐於同組員對面。
- 每局開始，每位玩家發八張牌。玩家先檢查自己的手牌是否有以下情況，再進行遊戲。
  - 有五張步兵，則可與組員商量是否繼續或重新洗牌。
  - 有六或七張步兵，此局結束，該組獲得其餘手牌中價值較高的點數。
  - 有八張步兵，此局結束，該組獲得100點。
- 莊家先出兩張牌，第一張需蓋牌，然後玩家依逆時鐘方向輪流出兩張牌。下家出的第一張需與上家第二張相同，或用王將作除香車、步兵以外的墊牌；無法出牌時，棄權。三家皆棄權時，第四家再出任意兩張牌。
- 某組的一家出完牌時，此局結束，該組獲得最後出的牌的點數，若最後的兩張牌相同，分數加倍。
  - 王將：50點。
  - 飛車：40點。
  - 角型：40點。
  - 金將：30點。
  - 銀將：30點。
  - 桂馬：20點。
  - 香車：20點。
  - 步兵：10點。
- 算好點數後，重新洗牌繼續下一局，直到某組分數累積到150點，該組獲勝。[4]